# Priocnemis conformis
Priocnemis conformis är en stekelart som beskrevs av Smith 1876. Priocnemis conformis ingår i släktet sågbenvägsteklar, och familjen vägsteklar. Inga underarter finns listade i Catalogue of Life.